# Belvédère de Goethe
Pour les articles homonymes, voir Goethe (homonymie).
Le belvédère de Goethe (ou Point de vue de Goethe) est une tour d'observation de 42 mètres de haut avec restaurant, située dans la station thermale de Karlovy Vary en Tchéquie. Construite en 1888-1889 par les architectes viennois Ferdinand Fellner et Hermann Helmer, elle s'élève sur les hauteurs de la ville à une altitude de 636 mètres[réf. nécessaire].

## Histoire
Le belvédère a été construit entre 1888 et 1889. L'archiduchesse Stéphanie de Belgique, belle-fille de l'empereur François-Joseph et de l'impératrice Elisabeth de Bavière (appelée Sissi), a donné l'impulsion à la construction. Au cours de sa promenade sur la colline, l'archiduchesse a déclaré que l'endroit serait propice à la construction d'une tour d'observation, ce que le maire de Karlovy Vary de l'époque, Eduard Knoll, a immédiatement tenté de respecter. Une idée similaire avait également été exprimée plus tôt par le poète allemand Johann Wolfgang von Goethe.
La tour d'observation a changé de nom à plusieurs reprises au cours de son histoire. Le nom original Stefaniewarte doit son nom à l'initiatrice de la construction, l'archiduchesse Stéphanie de Belgique. Après la création de la Tchécoslovaquie indépendante, le point de vue a été renommé en l'honneur d'Adalbert Stifter en Belvédère de Stiftert. Après la Seconde Guerre mondiale, elle porte à partir de 1945 le nom de tour d'observation de Staline. Le belvédère de Goethe a été nommé ainsi en 1957[réf. nécessaire].
Initialement destination prisée des curistes, elle commence à se dégrader après la Seconde Guerre mondiale. En 1960, la tour d'observation fut fermée, puis reconstruite en 1970, agrémentée d'un restaurant-belvédère,. Un Ghost Trail de trois kilomètres a été construit près de la tour d'observation : les fantômes sont situés près des arrêts du sentier, qui sont complétés par un panneau avec une histoire courte de l'édifice.